# Atyria semidivisa
Atyria semidivisa là một loài bướm đêm trong họ Geometridae.